# Grad Trebinje
Grad Trebinja (nemško Burgruine Alt-Treffen) leži v gozdu na skalnem hrbtu hriba Steinwender Hohe zahodno od trškega naselja in občine Trebinja ob Osojskem jezeru (nemško: Treffen am Ossiacher See)  avstrijske zvezne dežele Koroške. Trebinje se nahaja 5 km severno od  Beljaka, nad zaselkom »Schloss Treffen« ob cesti med Osojskim jezerom (na vzhodu), k Miljskemu jezeru Milštatskemu jezeru  na severozahodu. Gre za obsežen grajski kompleks, katerega najstarejši deli verjetno izvirajo iz 12. stoletja. Grad je bil prepuščen razpadu okoli  1540. Leta 1690 je bil grad popolnoma uničen zaradi močnega potresa. Vendar so ruševine po 480 letih še vedno dobro ohranjene.

## Zgodovina
Zgodovina starega gradu  Trebinja  sega v 9. stoletje. Leta 878 je kralj Karlman poklonil dvor Trebinja  »curtis ad Trebinam« bavarskemu samostanu Ötting. K dvoru je takrat pripadalo 19 uslužbencev in 70 hub (kmetij). Iz tega dvora se je pozneje sčasoma razvil poznejši grad. V 10. stoletju je Trebinja pripadala nadškofiji Salzburg, pod katero je spadal tudi samostan Ötting. Leta 993 je bilo v lasti škofov iz Pasava. Ti so Trebinje leta 1007 zamenjali s cesarjem Henrikom II.. 
Grad je okoli leta 1065 zgradil grof Markvart IV. Eppensteinski. Grofje in koroški vojvode Eppensteinski so takrat pripadali najmočnejšim dinastijam v jugovzhodni alpski regiji.
Okoli leta 1090 pride grad in ostalo imetje Eppensteincev preko poroke švabskim grofom Wolfradom I. iz švabske dinastične rodbine grofov Veringen.
Leta 1096 je bilo območje Trebinja v lasti grofa Wolfrada I., ki se je po posesti tudi imenoval »Trebinjski« (von Treffen). Od leta 1121 se je pojavljal kot grof Trebinjski  ("von Treffen"). Pojavljanje Wolfrada I. in II. je bilo vedno v ospredju v seriji pričevanj in so morali imeti visok socialni položaj v državi. Njegov enakoimenovani sin je bil leta 1125 imenovan "comes de Trevin" (grof iz Trebinje). Njegov sin Ulrik II. je postal oglejski patriarh. Z njim so grofje Trebinjski izumrli. Tik pred svojo smrtjo je leta 1163 gospostvo Trebinje in vas Tiffen ob Osojskem jezeru, kot svojo dediščino podaril svoji cerkvi tj. Oglejskemu patriarhatu. Grad Trebinje je kot grad ("castrum") prvič omenjen v tej darilni listini. Koroški vojvoda Herman II. Spanheimski   je leta 1177 grad Trebinje oblegal in zasedel. Cesar Friderik I. Barbarossa je patriarhu potrdil zakonitost darila, tako je koroški vojvoda grad in gospostvo moral vrniti nazaj. Leta 1199 je salzburški nadškof postavil trditve o njegovi pravici do tega gradu, vendar je tudi tokrat oglejskemu patriarhu Wolfgangu pravico do gradu ponovno potrdil cesar Friderik II..
Sredi trinajstega stoletja je glede gradu potekal spor med patrijarhom Bertoldom in grofom Hermanom Ortenburškim, ki naj bi trajal tri desetletja. Tekom tega spora je Ortenburžan ujel patriarhovega ministeriala grofa Ulrika Sternberškega. Ker ta ni mogel plačati odkupnine v znesku 1.000 mark, je patriarh grofom Ortenburškim dal za tri leta v zastavo gospostvo Trebinje in Tiffen. Leta 1277 pa je grof Friderik Ortenburški od oglejskega patriarha Raimonda prejel Trebinje v fevd. Leta 1306 je patriarh Ottobonus zastavil grad skupaj s stolpom v Trebinjah za tridiset let koroškima vojvodama Otu in Henriku. Ti so dve leti kasneje dali grad naprej v zastavo Konradu Aufensteinskemu. Leta 1324 so Aufensteinski dali gospostvo kot sekundarni fevd plemenitemu Engelmarju Vilandersu, kar pa se potem ni zgodilo, ker niso bili niti imetniki zastavne pravice in ne nosilci fevda. Moč Aufensteinskih se je kmalu zmanjšala. Leta 1361 so vrnili Trebinje nazaj Ogleju in zahtevali, da patriarh Ludvik podeli gospostvo Trebinje vojvodi Rudolfu IV. Habsburškemu . Habsburški deželni vladarji kmalu niso več upoštevali fevdalnih pravic patriarhata. Vojvoda Albreht III. je leta 1371 gospostvo Trebinje podelil Rudolfu Lihtenštajnskemu, ki ga je prepustil Konradu IV. Aufensteinskemu. Med vojno med cesarjem Friderikom III.  in madžarskim kraljem Matjažem Korvinom  je bil grad uničen. Zaradi podpore Madžarom je bilo gospostvo Trebinje leta 1490 odvzeto Nikolaju Lihtenštajnskemu in dodeljeno v varstvo Laslu Pragerju, koroškemu dednemu maršalu. Ta je odpravil škodo in izboljšal utrditev gradu. Cesar Ferdinand II. ga je leta 1538 vrnil Juriju Lihtenštajnskemu. Lihtenštajnerji so v dolini zgradili nov grad , tako da grad kmalu ni bil več naseljen in je bil prepuščen v razvaline. Jurijev vnuk Oto VI. je gospostvo leta 1552 prodal Barbari von Seenuß. Njena hči Ana je bila v tem času poročena s Krištofom Lihtenštajnskim, sinom Ota VI. Leta 1623 je njen pravnuk Kristjan Proy podedoval premoženje. Ta je bil umorjen ob jeznih kmetov zaradi mejnega spora . Po smrti je njegov sin Georg Filip leta 1647 gospostvo odprodal Antonu baronu Grotta von Grottenegg. Leta 1690 je bil grad popolnoma uničen zaradi močnega potresa. Grofje Grottenegg so posedovali gospostvo Trebinje do sredine 18. stoletja, ko so ga prodali grofu Teodorju Christallniggu. Po njem je posest leta 1781 nasledila hči grofica Marianne Goess, nato pa leta 1808 Josef Sebastian Pobeheim. Leta 1818 je gospostvo kupil nazaj grof Peter Goess za svojo družino. V njihovi lasti je ostalo do leta 1885, ko je bilo prodano Theodorju grofu de la Tour en Voivre. Leta 1916 je posest podedoval Rudolf von Gall, ki je leta 1961 prešla na njegovo hči Ilse von Sallmann. Sledila ji je Karoline Kramer, lastnica grajske kmetije, ki leži ob ruševinah. Danes je še vedno najemodajalec starega gradu Trebinje.

## Foto galerija
- Tloris gradu Trebinje (Koroška).
- Grad Trebinje (Koroška) ruševine okoli 1890 – pogled iz jugo-zahoda.
- Skica ruševin gradu Trebinje (Koroška): avtor Markus Pernhart – pogled iz vzhoda.
- Vhodni stolp na gospodarsko dvorišče gradu Trebinje (Koroška) Pogled iz zahoda.
- Grad Trebinje (Koroška) Pogled iz jugo-zahoda.
- Grad Trebinje (Koroška) (Foto von Hermann Truschnig) Pogled iz jugo-zahoda.
- Grad Trebinje (Koroška)
- Grad Trebinje (Koroška) Pogled s severo-zahoda.
- Grad Trebinje (Koroška) Pogled iz jugo-vzhoda.
- Grad Trebinje (Koroška)
- Grad Trebinje (Koroška) Pogled s severa.
- Grad Trebinje (Koroška)
- Grad Trebinje (Koroška) Pogled iz vzhoda.
- Grad Trebinje (Koroška) Pogled iz vzhoda.
- Skica Grad Trebinje (Koroška) Pogled iz vzhoda.